# 香取航空基地

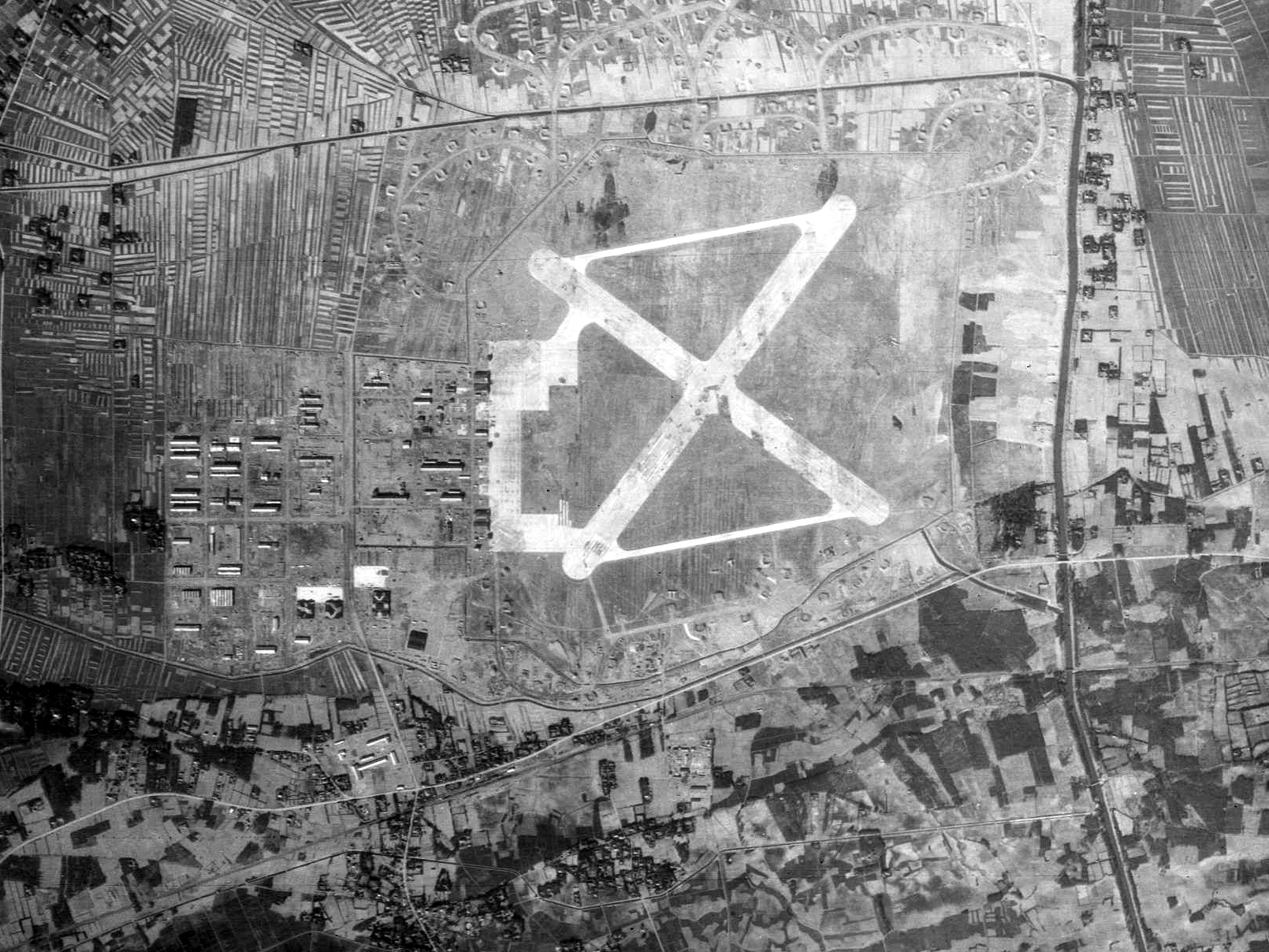
香取航空基地跡地の空中写真（1946年）

香取航空基地（かとりこうくうきち）は、大日本帝国海軍の航空基地（軍用飛行場）。正式名称は海軍香取航空基地である。通称で香取飛行場とも呼称されている。旧匝瑳郡椿海村（現千葉県匝瑳市）と同郡共和村（現千葉県旭市）にまたがり建設された。所在は、現在の香取市や香取郡の郡域ではない。

## 概要
建設計画が明らかにされたのが1938年（昭和13年）、完成は1942年（昭和17年）のことである。
1945年（昭和20年）2月、本州から初となる神風特攻隊が硫黄島へ出撃した。太平洋戦争の終戦により撤去された。
跡地には旭市が企業誘致を行い、1961年（昭和36年）から1962年（昭和37年）にかけて工業団地（あさひ鎌数工業団地）が形成された。跡地の一部は、日清紡ブレーキ（1987年進出）のテストコースに転用されている。南西・北東方向に1500m滑走路と南東・北西方向に1400mの2本で互いの中央部が十字状に交差した特徴を持つ。西側に司令部等の主要建物があった。
基地跡には1976年（昭和51年）に慰霊塔が建立された。碑文の題は自衛隊の初代航空総隊司令、第3代航空幕僚長を務め、ブルーインパルスを創設した源田実による。また、公園内には自衛隊機（SNJ型航空機）が展示されている。

## 現存する遺構
- 北西角の北側田圃内（匝瑳市春海）に航空機用有蓋掩体壕が2基、南東角の東側、鎌数伊勢大神宮（旭市鎌数）の駐車場脇に大型機用有蓋掩体壕がある（いずれも個人私有地内）。また、鎌数工業団地から西へ約2kmの場所に間口幅3m×高さ1.5mで奥行の深い有蓋掩体壕がある。（香取航空基地との関連は現時点で不明）
- 工業団地西側の空き地内に当時の前庭舗装が残っている。また、テストコースになった滑走路面跡地には、滑走路の舗装が当時のまま一部残っている。

## 関係する人物
- 藤城清治（影絵作家、太平洋戦争中、海軍予備学生として香取航空基地に配属された。）

## 備考
- 2017年まで使用していた銚子駅駅舎は、元々の駅舎が銚子空襲で焼失した後、戦後に旧香取航空基地の元格納庫を転用・改装して再建されたものであった。
- 滑走路面跡地周辺は1984年公開の映画『零戦燃ゆ』のロケ地となった。
- 位置座標：北緯35度43分45.69秒 東経140度36分38.96秒 / 北緯35.7293583度 東経140.6108222度座標: 北緯35度43分45.69秒 東経140度36分38.96秒 / 北緯35.7293583度 東経140.6108222度